# Иберли
Иберли или Иберлия (на македонска литературна норма: Иберли) е село в Северна Македония, в Община Демир Капия.

## География
Селото е планинско, разположено северно от град Демир Капия, на левия бряг на Вардар, в подножието на Конечката планина (Серта).

## История
В XIX век Иберли е турско юрушко село в Тиквешка кааза на Османската империя. Според статистиката на Васил Кънчов („Македония. Етнография и статистика“) от 1900 година Иберлия има 280 жители турци.
По данни на българското военно разузнаване в 1908 година Ибирли заедно с Челевец и Кошарка е едно от трите турски села в Тиквеш.
След Междусъюзническата война в 1913 година селото попада в Сърбия.
На етническата си карта от 1927 година Леонард Шулце Йена показва Ибирли (Ibirli) като село с неопледелен етнически състав.